# Пролеша
Пролеша (болг. Пролеша) — село в Болгарии. Находится в Софийской области, входит в общину Божуриште. Население составляет 893 человека (2022).

## Политическая ситуация
В местном кметстве Пролеша, в состав которого входит Пролеша, должность кмета (старосты) исполняет Колё Данаилов Спасов (Болгарская социалистическая партия (БСП)) по результатам выборов правления кметства.
Кмет (мэр) общины Божуриште — Аспарух Асенов Аспарухов (инициативный комитет) по результатам выборов в правление общины.